# Laura Rogule
Laura Rogule, latvijska ženska šahovska velemojstrica, * 5. februar 1988, Riga, Sovjetska zveza.

## Življenje
Laura Rogule je bila leta 1998 druga na evropskem mladinskem prvenstvu U10 v Murecku. Leta 2002 je bila favoritinja za zmago na svetovnem mladinskem prvenstvu za ženske do 14 let v Iraklionu. V letih 2003, 2005, 2006, 2009, 2010, 2011, 2013, 2015, 2016, 2020, 2021, 2022 in 2023 je zmagala na latvijskem ženskem posamičnem prventsvu.
Z latvijsko žensko reprezentanco se je udeležila evropskega ekipnega prvenstva v Leónu leta 2001 (na rezervni deski) in v Reykjavíku leta 2015 (na drugi deski) ter šahovske olimpijade leta 2004 v Calvii (na tretji deski), 2006 v Torinu (na drugi deski), 2008 v Dresdnu (na prvi deski), 2010 v Hanti-Mansijsku (na drugi deski), 2012 v Carigradu (na drugi deski), 2014 v Tromsøju (na drugi deski), 2016 v Bakuju (na drugi deski) in 2018 v Batumiju (na prvi deski).
Klubski šah je igrala v Latviji za Tehnično univerzo v Rigi, s katero je leta 2011 osvojila latvijsko ekipno prvenstvo, v grški 1. ligi in na Švedskem za drugo ekipo stockholmskega kluba Wasa SK. Na 24. študentskih igrah Sell v Espoo-Otaniemiju maja 2008 je osvojila zlato medaljo kot najboljša ženska v posamični konkurenci.
Leta 2003 je postala ženska mednarodna mojstrica (WIM). Norme za naslov WIM je izpolnila maja 2001 na VIII. mednarodnem turnirju v Visli, avgusta 2002 na turnirju Ellivuori WGM v Vanualli in julija 2003 na odprtem prvenstvu Češke v Pardubicah. Od leta 2005 nosi naslov ženske velemojstrice (WGM). Vse norme za naslov WGM je dosegla na Češkem: na turnirju Czech Open A julija 2003 v Pardubicah, na turnirju A-Skanska Open julija 2004 v Pardubicah in na turnirju DS Brno julija 2005 v Brnu. Prva in tretja od teh norm sta bili tudi normi za pridobitev naslova mednarodni mojster (IM).
Z Elo ratingom v višini 2286 je bila novembra 2020 na prvem mestu latvijske ženske Elo lestvice.
Mit einer Elo-Zahl von 2286 lag sie im November 2020 auf dem ersten Platz der lettischen Elo-Rangliste der Frauen.
Njen trener je bil Jānis Klovāns, ki je umrl leta 2010.